# Gryposaurus latidens
Gryposaurus latidens es una especie de dinosaurio ornitópodo hadrosáurido del género extinto Gryposaurus que vivió a finales del periodo Cretácico hace aproximadamente en 85 millones de años, en el Santoniense, en lo que hoy es Norteamérica. Descrito por Jack horner en 1992 a partir de restos hallados en la Formación Dos Medicinas, en el condado de Pondera de Montana, Estados Unidos. Se conoce a partir de cráneos parciales y esqueletos de varios individuos. Su arco nasal es prominente como el de G. notabilis, pero más hacia adelante en el hocico, y sus dientes son menos derivados, reflejando características de iguanodontidas.